# Mofongo
Il mofongo è un piatto di origini caraibiche. Si tratta di una polpetta di purè di banane da cottura condita con ciccioli di maiale (chicharrón) o pezzi di pancetta. Il piatto viene solitamente condito con brodo, aglio e olio d'oliva. Viene tradizionalmente servito con carne fritta e brodo di pollo. In alcune varianti, il mofongo viene preparato con verdure, gamberetti, manzo, polpo o condito con salsa pique verde boricua. Dopo essere stati raccolti, i platani vengono fritti, schiacciati e mescolati con sale, aglio e olio in un pilón (mortaio e pestello) di legno.